# Damianowice
Damianowice – wieś w Polsce położona w województwie dolnośląskim, w powiecie wrocławskim, w gminie Kobierzyce.

## Podział administracyjny
W latach 1975–1998 miejscowość administracyjnie należała do województwa wrocławskiego.

## Zabytki
- Kilkusetletni monolitowy krzyż kamienny. Możliwe, że jest to późnośredniowieczny tzw. krzyż pokutny, chociaż nie ma na to bezpośrednich dowodów[4]